# Scottov spomenik
Scottov spomenik je viktorijanski gotski spomenik škotskemu pisatelju siru Walterju Scottu. To je drugi največji spomenik pisatelju na svetu za spomenikom Joséju Martíju v Havani. Stoji v Princes Street Gardens v Edinburgu, nasproti nekdanje stavbe Jenners na Princes Street in v bližini železniške postaje Edinburgh Waverley, ki je poimenovana po Scottovih romanih Waverley.

## Oblika in koncept
Stolp je visok 61,11 m in ima razgledne ploščadi, do katerih vodi vrsta spiralnih stopnišč, ki ponujajo panoramski pogled na središče Edinburga in njegovo okolico. Do najvišje ploščadi vodi skupaj 287 stopnic. Zgrajen je iz peščenjaka Binny, pridobljenega blizu Ecclesmachana v West Lothianu.
Postavljen je na osi z južno ulico St. David Street, eno od dveh ulic, ki vodita od trga sv. Andreja do ulice Princes Street, in je osrednja točka znotraj tega razgleda, njegova mera pa je dovolj velika, da zaduši staro mestno jedro za njim. Zaradi svoje velikosti in dvignjene lege prevladuje nad vzhodnim delom vrtov Princes Street.

## Zgodovina
Po Scottovi smrti leta 1832 je bil razpisan natečaj za oblikovanje njegovega spomenika. Malo verjeten udeleženec se je prijavil pod psevdonimom 'John Morvo', srednjeveški arhitekt opatije Melrose. Morvo je bil v resnici George Meikle Kemp, 45-letni mizar, risar in arhitekt samouk. Bal se je, da ga bo pomanjkanje arhitekturnih kvalifikacij in ugleda diskvalificiralo, vendar je bil njegov načrt priljubljen pri sodnikih natečaja in leta 1838 so mu dodelili pogodbo za gradnjo spomenika.
Johnu Steellu so naročili, da oblikuje monumentalni kip Scotta, ki bo počival v osrednjem prostoru znotraj štirih stebrov stolpa. Izdelan je iz belega carrarskega marmorja in prikazuje Scotta, ki sedi in počiva med pisanjem enega od svojih del s peresom, njegova psička Maida pa ob njem. Spomenik nosi 64 figur likov iz Scottovih romanov, ki so jih izklesali škotski kiparji, med njimi Alexander Handyside Ritchie, John Rhind, William Birnie Rhind, William Brodie, William Grant Stevenson, David Watson Stevenson, John Hutchison, George Anderson Lawson, Thomas Stuart Burnett, William Shirreffs, Andrew Currie, George Clark Stanton, Peter Slater, Amelia Robertson Hill (ki je izdelala tudi kip Davida Livingstona neposredno vzhodno od spomenika) in sicer neznana Katherine Anne Fraser Tytler.

## Kamnoseki in Scottov spomenik
Postavitev Scottovega spomenika je imela visoke stroške za vpletene kamnoseke, zlasti za 'klesače', ki so bili odgovorni za pripravo blokov s svojimi rezbarijami in kipi. To delo so opravljali v zaprtih lopah, kjer so bili izpostavljeni velikim količinam nevarnega finega prahu. Ni bilo tako hudo za 'gradbenike', ki so delali na prostem in postavljali že pripravljene kamnite bloke. Zaradi trdote kamna (iz kamnoloma Binnie, blizu Uphalla zahodno od Edinburga), uporabljenega za spomenik in druge lokalne stavbe, so bili edinburški zidarji še posebej občutljivi na ftirizo, izraz, ki se je takrat uporabljal za silikozo. En sodobni opazovalec pravi, da je spomenik »ubil triindvajset najboljših klesarjev v Edinburgu«.:741-52 Drugi omenja, da je »polovica celotnega števila zaposlenih zidarjev« umrla zaradi pljučne bolezni«.:25-52

## Temeljni kamen
Temeljni kamen je 15. avgusta 1840 položil sir James Forrest iz Comistona v vlogi lorda provosta in velikega zidarskega mojstra Škotske. Gradnja se je začela leta 1841 po dovoljenju parlamenta Monument to Sir Walter Scott Act in je trajala skoraj štiri leta. Dokončana je bila jeseni 1844, Kempov sin pa je postavil zaključek avgusta leta. Skupni stroški so znašali nekaj več kot 16.154 GBP. Spomenik je bil slovesno odprt 15. avgusta 1846, vendar je bil George Meikle Kemp odsoten. Med hojo domov s kraja je padel v kanal Union in se utopil v meglenem večeru 6. marca 1844.

## Kipi in lokacije
Na spomeniku je 68 kipov, ne štejemo Scotta in njegovega psa, 64 pa jih je vidnih s tal. Štiri figure so postavljene nad končno ogledno galerijo in so vidne samo s teleobjektivom ali iz razgledne galerije (pod popačenim kotom). Poleg tega osem klečečih druidskih figur podpira končno ogledno galerijo. Na višji ravni je 32 nezapolnjenih niš.
Šestnajst glav škotskih pesnikov in pisateljev se pojavlja na spodnjih ploskvah, na vrhu spodnjih pilastrov. Glave predstavljajo v nasprotni smeri urinega kazalca od severozahoda: James Hogg, Robert Burns, Robert Fergusson, Allan Ramsay, George Buchanan, Sir David Lindsay, Robert Tannahill, Lord Byron, Tobias Smollett, James Beattie, James Thomson, John Home, Mary, Škotska kraljica, škotski kralj Jakob I., škotski kralj Jakob V. in William Drummond iz Hawthorndena.

## Upravljanje
V zgodnjih 1990-ih so predlagali čiščenje kamnoseštva. Obstajala so mnenja za in proti čiščenju in izvedena je bila znanstvena/geološka preiskava, vključno s poskusi čiščenja na vzorcih kamna. Odločeno je bilo, da kamna ne očistijo zaradi škode, ki bi jo utrpel. Izveden je bil obnovitveni program, ki je vključeval zamenjavo starih elementov in poškodovanih območij s kamnom Binny, za katerega je bil prvotni kamnolom ponovno odprt. Sveža kamnina je v kontrastu z zatemnjenim originalom.
Skupni stroški obnove so znašali 2,36 milijona funtov in so jih financirali Heritage Lottery Fund, Historic Scotland in mestni svet Edinburga.
Spomenik zdaj upravlja oddelek za kulturo in šport sveta mesta Edinburg, ki je leta 2016 namestil nov sistem LED razsvetljave. Zasnova luči je bila »namenjena poudarjanju arhitekturnih značilnosti spomenika z mehkim toplim sijajem« in so bile prvič osvetljene 21. septembra 2016.

## V popularni kulturi
Spomenik je vidno predstavljen v filmu Atlas oblakov iz leta 2012 kot lokacija, ki jo lik Robert Frobisher pogosto obiskuje.